# Tāznāb Tāf
Tāznāb Tāf (persiska: تازِهنابِ سُفلَى, تازِه نابِ پائين, تازناب, تازنابِ پائين, تَزِه ناب, تَزناب, تازنابِ سُفلَى, تازانَو, تازانو, Tāzehnāb-e Soflá, تازناب تاف) är en ort i Iran.   Den ligger i provinsen Hamadan, i den nordvästra delen av landet, 300 km sydväst om huvudstaden Teheran. Tāznāb Tāf ligger 1 814 meter över havet och antalet invånare är 122.
Terrängen runt Tāznāb Tāf är huvudsakligen kuperad, men åt nordost är den platt. Runt Tāznāb Tāf är det ganska tätbefolkat, med 56 invånare per kvadratkilometer. Närmaste större samhälle är Nahāvand, 10,0 km nordost om Tāznāb Tāf. Trakten runt Tāznāb Tāf består i huvudsak av gräsmarker.